# Кітті Гарріс
Кетрін (Кітті) Гарріс (англ. Catherine (Kitty) Harris 25 травня 1899, Іст-Енд, Лондон — 6 жовтня 1966, Горький) — профспілкова діячка, відома своєю роботою на радянську розвідку у 1930-1940-х роках.

## Життєпис
Народилася у Лондоні в бідній єврейській емігрантської родині шевця з Білостока. У 1907 або 1908 році родина переїхала до Канади — у Вінніпег. З тринадцяти років працювала на тютюновій фабриці.
Брала участь у роботі профспілки Індустріальних робочих світу (IWW), виділилася беручи участь у Вінніпезькому загальному страйку 1919 року, у тому ж році залишила IWW. Переїхавши з родиною до Чикаго, стала секретаркою місцевої організації Amalgamated Clothing Workers of America (ACWA), у січні 1923 року вступила до Компартії США.
У 1925 році вийшла заміж за Ерла Браудера, з яким була знайома з 1923 року. За твердженням «The Telegraph», її шлюб з Браудером виявився бігамним. Деякі історики вказують роком їх розриву 1929 рік. Достеменно відомо, що до початку 1930-х років вони вже не жили разом.
Наприкінці 1927 року була переведена до ВКП (б) для роботи в Комінтерні. У 1928—1929 роках за завданням Комінтерну разом з Ерлом Браудером працювала в Шанхаї.
У 1929 році повернулася до Нью-Йорку, а в 1931 році радянським розвідником Ейнгорном була залучена до нелегальної розвідувальної роботи.
Перше призначення отримала до Німеччини — у Берлін. Кілька разів відвідувала Москву, де навчалася під керівництвом Вільяма Генріховича Фішера.
У квітні 1936 року була спрямована до Парижа для роботи радисткою нелегальної радіостанції НКВС, працювала разом з Дмитром Бистрольотовим під керівництвом Теодора Маллі.
У грудні 1937 року була відкликана до Москви для навчання роботі з новим обладнанням, а в травні того ж року прибула до Лондона, де працювала під керівництвом Арнольда Дейча. Була головною зв'язковою Дональда Макліна. Їх перша зустріч відноситься до початку 1938 року, потім вона часто приходила до нього на його квартиру у Челсі, де фотографувала принесені ним документи. З 1938 року працює в Парижі, у зв'язку з переведенням туди Дональда Макліна. У них були романтичні стосунки, проте в 1939 році він зустрів американську дівчину, з якою згодом одружився. Після нацистської окупації Франції, у липні 1940 року Гарріс втекла до Москви, де була зарахована в резерв іноземної розвідки НКДБ.

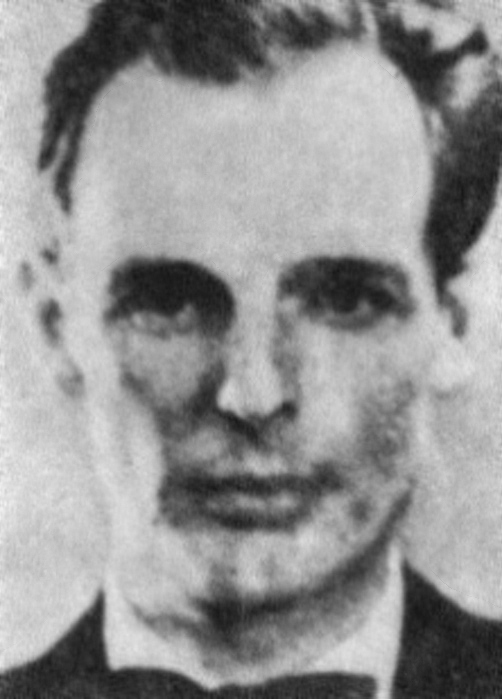
Дональд Маклін

22 червня 1941 року написала лист керівнику радянської зовнішньої розвідки П. М. Фітіну: "Прошу дати мені роботу негайно. Я можу піти на фронт радисткою, я можу робити одяг для солдатів, зрештою, з моїм досвідом нелегальної роботи, я не боюся роботи в тилу ворога ".
З 1941 року працювала в США. З кінця 1942 чи початку 1943 року працювала у Мексиці. Повернулася до Москви у липні 1946 року.
У грудні 1937 року отримала радянське громадянство, однак під час її повоєнного повернення до Москви з'ясувалося, що воно втрачено, і, як іноземка, вона не мала права проживати у столиці.
У лютому 1947 року вона відправлена до Риги, де була заарештована МГБ Латвійської РСР у жовтні 1951 року як " соціально небезпечний елемент ". У лютому 1952 року була направлена на примусове лікування у тюремну психіатричну лікарню в Горькому (нині Нижній Новгород). Справа Гарріс не була припинена до 1954 року, доки за неї не заступився глава МВС. Після звільнення залишилася в Горькому, де жила до своєї смерті в 1966 році.
Невідомо, чи були у неї в Росії будь-які контакти з Дональдом Макліним, що знаходився в СРСР з 1956 року. Однак на її шиї, коли вона померла, був золотий ланцюжок і медальйон з гравіюванням «K from D 24.05.37».